# Andreas Arén

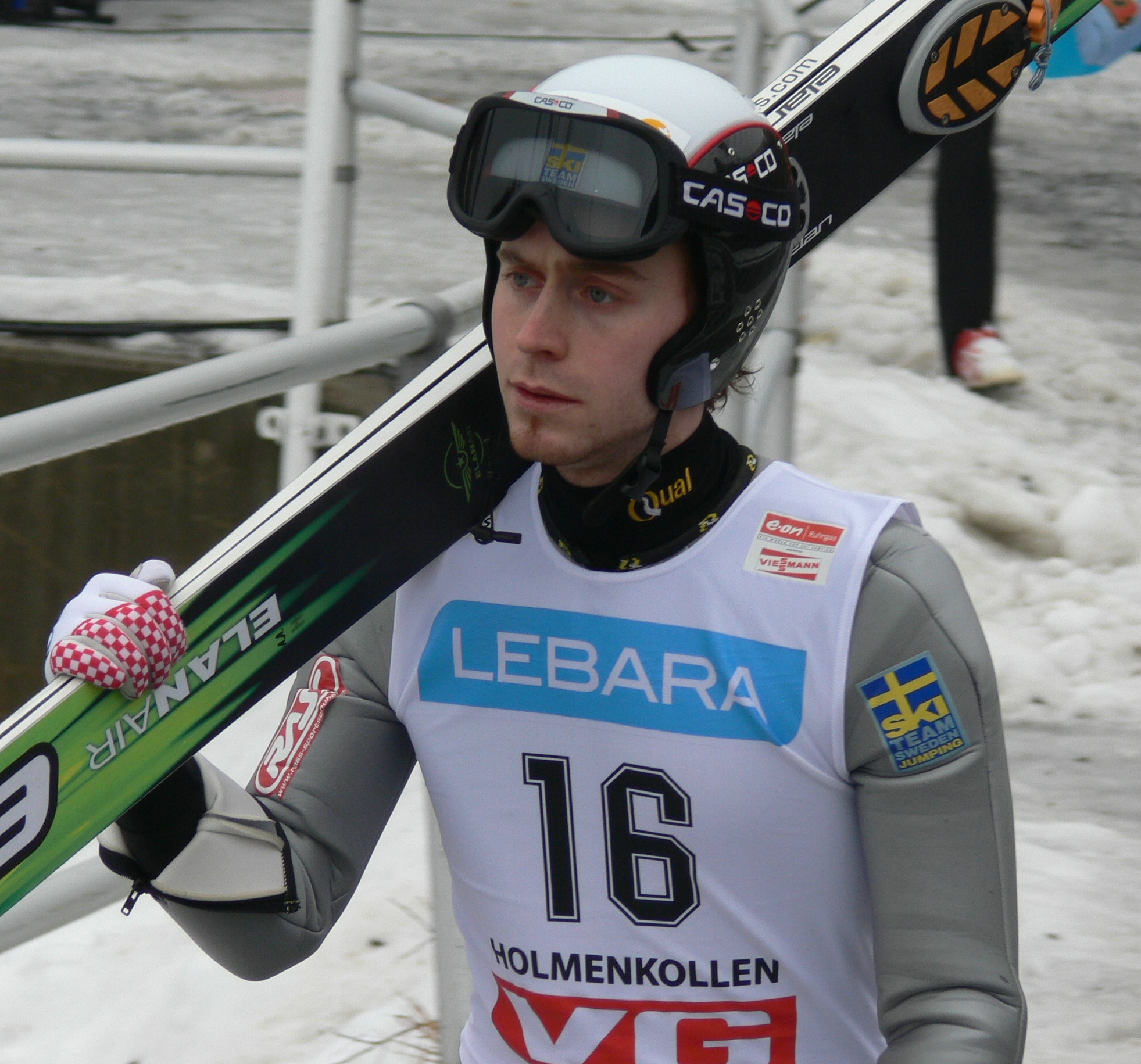
Andreas Arén i Holmenkollen 2008

Andreas Arén, född 28 november 1985 i Falun, är en svensk tidigare backhoppare. Han representerade Holmens IF och IF Friska Viljor. 

## Karriär
Andreas Arén debuterade internationellt i junior-VM 2002 i Schonach im Schwarzwald i Tyskland. Där tävlade han i den individuella tävlingen och blev nummer 24. Tävlingen vanns av Janne Happonen från Finland. Under junior-VM 2003 på hemmaplan i Sollefteå tävlade Arén i lagtävlingen och blev nummer fem tillsammans med svenska laget. I den individuella tävlingen blev han nummer 43.
Arén debuterade i kontinentalcupen i normalbacken i Vikersund i Norge 14 mars 2002. Han slutade på en 44:e plats. Han debuterade i världscupen i Kuusamo i Finland 30 november 2003. Han blev nummer 64 av 73 tävlande. Den 24 november 2006 slutade han på 17:e plats vid en världscupdeltävling i Kuusamo, Finland, hans bästa placering någonsin i en världscupdeltävling. Arén tävlade tre säsonger i världscupen. Som bäst blev han nummer 63 sammanlagt säsongen 2006/2007. I tysk-österrikiska backhopparveckan blev han som bäst nummer 54 totalt, säsongen 2007/2008.
Under skidflygnings-VM 2008 i Heini Klopfer-backen i Oberstdorf i Tyskland tävlade Andreas Arén i lagtävlingen. Svenska laget blev nummer 11 av 13 deltagande länder. Österrike vann lagtävlingen före Finland och Norge.
Arén startade i Skid-VM 2009 i Liberec i Tjeckien. Han hoppade i den individuella tävlingen i normalbacken, kvalificerade sig inte till finalomgången och blev nummer 49 av 50 deltagare. Wolfgang Loitzl från Österrike vann tävlingen.
Andreas Arén vann tävlingen i normalbacken under svenska mästerskapen 2008. Han vann två guldmedaljer i SM 2009, i de individuella tävlingarna i normalbacken och i stora backen.
11 augusti 2009 meddelade Andreas Arén att han avslutade sin backhoppningskarriär.